# Waze
Waze è un'applicazione mobile gratuita di navigazione stradale per dispositivi mobili basata sul concetto di crowdsourcing sviluppata dalla start-up israeliana Waze Mobile. Acquistata da Google l'11 giugno 2013, attualmente è disponibile per le piattaforme iOS e Android, mentre le versioni per BlackBerry, Windows Phone 8, Symbian e Windows Mobile non sono più supportate.
A dicembre 2012 risultava utilizzata da più di 34 milioni di utenti in tutto il mondo.

## Caratteristiche

### Crowdsourcing
Grazie agli utenti, Waze è in grado di fornire aggiornamenti sul traffico o altri avvenimenti in tempo reale. Inoltre impara dai tempi di guida e può calcolare un ETA realistico in base ai dati di tutti i guidatori che usano l'applicazione. È scaricabile ed utilizzabile gratuitamente, perché raccoglie dati cartografici e informazioni dagli utenti. Ciò permette alla comunità di Waze di segnalare errori di navigazione, mappatura e incidenti stradali semplicemente eseguendo l'applicazione durante la guida. Un sistema a punteggio e classifiche coinvolge ulteriormente gli utenti, consentendo di guidare su delle icone, situate in alcuni punti specifici, per guadagnare punti aggiuntivi. I mini-giochi favoriscono la partecipazione e la concorrenza, e invogliano ad arricchire le informazioni stradali nelle zone in cui i dettagli sono pochi o mancanti.

### Infrastruttura
Per quanto riguarda l'infrastruttura stradale, le mappe proprietarie di Waze non rispecchiano le modifiche effettuate dagli utenti in tempo reale. Le mappe in uso in un determinato periodo rappresentano uno screenshot del database in quel momento. Waze suddivideva le mappe del mondo in diversi server: North America (NA), International (INTL) e Israele. Ognuno ha un tempo di aggiornamento indipendente dagli altri. Da febbraio 2013 Israele è entrato a far parte del server internazionale ed il tempo di elaborazione degli aggiornamenti delle mappe è stato ridotto ad un giorno su tutti e due i server.
Tutti gli altri eventi dinamici (come l'indicazione di pattuglie di polizia, degli incidenti, della chiusura delle strade ecc., ad eccezione degli autovelox fissi) sono invece gestiti in tempo reale. Una segnalazione effettuata su un client viene subito replicata su tutti gli altri. Per queste istanze Waze si basa su un sistema di feedback che consente di indicare agli altri utenti di passaggio se un'informazione è reale o falsa.

## Stato del servizio
Nel 2006, il programmatore israeliano Ehud Shabtai, insieme ad Amir Shinar ed Uri Levine (tutti veterani delle Forze di difesa israeliane presso l'Unità 8200), ha fondato un community project in lingua ebraica noto come FreeMap Israel, il quale aveva come obiettivo, attraverso il crowdsourcing, una mappatura digitale e gratuita delle strade israeliane. Nel 2008, Shabtai ne cambia il nome commerciale in Waze, registrandolo ufficialmente l'anno successivo con il nome di Waze Mobile Ltd. Nel 2010, la società ha raccolto 25 milioni di dollari in una seconda raccolta di finanziamenti e altri 30 milioni nel 2011.
Nel 2011 il software era usato da 7 milioni di utenti e impiegava 70 dipendenti a Ra'anana e una decina a Palo Alto. Waze è disponibile per il download e l'uso in qualsiasi parte del mondo, ma solo alcuni paesi hanno una mappa completa, mentre altri hanno ancora bisogno di essere completate da parte degli utenti. Attualmente Waze ha una mappa completa degli Stati Uniti, Canada, Francia, Germania, Italia, Paesi Bassi, Belgio, Israele, Ecuador (in parte), Argentina e Panama, ma ha in programma di renderlo disponibile in altri paesi in Europa e altrove. Oltre alla navigazione vocale turn-by-turn, traffico in tempo reale e le altre specifiche della posizione avvisi, Waze invia informazioni anonime, tra cui la velocità e la posizione, al suo database per migliorare il calcolo del tempo di arrivo e il servizio nel complesso. Nel 2011 Waze mobile ha aggiornato il software per visualizzare in tempo reale i punti di interesse, inclusi gli eventi locali come fiere di strada e proteste.
Nel luglio 2012 Waze ha raggiunto 20 milioni di utenti, metà dei quali si sono uniti nei soli 6 mesi precedenti. Ad aprile 2014 l'applicazione supera i 50 milioni di utenti, con circa 800.000 iscritti solo in Italia.

### L'evoluzione dell'applicazione
Il 14 ottobre 2012 in Italia è stata abilitata la funzione che permette di trovare il distributore di carburante più economico. Anche in questo caso i prezzi, i distributori e le tipologie di carburante vengono inseriti e gestiti dagli utenti.
Il 27 febbraio 2013 è stata distribuita la versione 3.6 sia per Android che per iOS. Consente di segnalare la chiusura delle strade direttamente dal client in modo che vengano escluse immediatamente dal routing. Non appena un wazer transiterà di nuovo su una strada chiusa, questa sarà riaperta.
Il 30 maggio 2013 è stata distribuita la versione 3.7 che include l'integrazione con gli eventi di Facebook. Il 20 febbraio 2014 è stato distribuito il minor update 3.7.8 che permette inoltre l'integrazione degli eventi presenti sul calendario dell'utente.
Il 18 giugno 2014 viene distribuita la versione 3.8, la quale migliora la funzionalità di condivisione del tragitto e della posizione e permette di aggiungere amici direttamente dalla rubrica, ponendo fine alla necessità di un account Facebook. Da questa versione viene inoltre richiesto un numero di telefono durante la registrazione.
La versione 3.9 viene pubblicata il 29 settembre 2014 e aggiunge la possibilità di creare e modificare i Waze Places (luoghi) direttamente dall'applicazione mobile. Inoltre viene implementato il brevetto ottenuto nel 2011 per la stima dei tempi di parcheggio.

### L'acquisizione da parte di Google
L'11 giugno 2013 è stata ufficializzata l'acquisizione dell'azienda israeliana da parte di Google. Dopo l'acquisizione si è temuta l'interruzione dello sviluppo per il sistema operativo sviluppato dall'azienda rivale Microsoft. Infatti Waze stava lavorando sulla distribuzione di una versione per Windows Phone.. Queste paure si sono poi rivelate infondate, e la versione per Windows Phone 8 è stata regolarmente distribuita il 20 novembre 2013 seppur con qualche mese di ritardo rispetto a quanto precedentemente annunciato. Le evidenti modifiche che ha portato l'acquisizione di Waze sono:
- Integrazione delle segnalazioni effettuate dagli Wazer su Google Maps.
- Utilizzo delle immagini aeree di Google Maps sul Waze Map Editor (WME) invece di quelle di Bing Maps.
- Integrazione di Google Street View con WME.
- La ricerca di Google è diventata il provider principale di Waze.

## Brevetti
Waze detiene il possesso di 2 brevetti:
- Il 3 maggio 2011 Waze ha ottenuto un brevetto per "System and method for parking time estimations" (Sistemi e metodi per la stima del tempo di parcheggio).[10]
- Il 18 settembre 2012 Waze ha brevettato "Condition-based activation, shut-down and management of applications of mobile devices" (L'attivazione, lo spegnimento e la gestione di applicazioni su dispositivi mobili basati su certe condizioni).[15]